# فرویتلاند (آیووا)
فرویتلاند (به انگلیسی: Fruitland) شهری در ایالت آیووا کشور ایالات متحده آمریکا است که جمعیت آن در سرشماری سال ۲۰۱۰ میلادی، ۹۷۷ نفر بوده‌است.